# Pierre Verhaegen
Compléments
Verhaegen est le premier directeur jésuite de l'Université de Saint-Louis
Pierre Verhaegen, né le 21 juin 1800 à Haecht (Belgique) et décédé le 21 juillet 1868 à Saint-Charles, au Missouri (États-Unis), est un prêtre jésuite belge, missionnaire dans le Midwest américain et premier recteur jésuite de l’université de Saint-Louis. 

## Biographie
Alors qu’il fait ses études de théologie au séminaire de Malines, en Belgique, Verhaegen entend Charles Nerinckx, missionnaire au Kentucky  parler des grands besoins de la mission parmi les indigènes à ‘La Frontière’ (le Midwest américain). Avec d'autres, Verhaegen se porte volontaire. Arrivé en 1821 il entre chez les Jésuites à White Marsh (Maryland) et commence son noviciat le 6 octobre 1821.    
Deux ans plus tard, en 1823 il se trouve à Florissant (Missouri) où, avec d’autres, il fait un juvénat de préparation au travail missionnaire sous la direction de Charles Van Quickenborne. Concomitamment il poursuit ses études de théologie en vue du sacerdoce et enseigne la théologie à des séminaristes amérindiens au séminaire indigène Saint-Régis ouvert à Florissant en 1824.  
Après son ordination sacerdotale, le 11 mars 1826 à Perryville (Missouri), Verhaegen est nommé curé à Saint-Charles, alors capitale de l’état, à quelque 20 km de Florissant. Il y construit une nouvelle église, y révélant son caractère optimiste de pionnier, toujours prêt à de nouvelles entreprises et programmes novateurs. 
Lorsque les jésuites de Florissant comprennent que leur école locale pour indigènes, ne donne pas les fruits escomptés ils décident de la fermer et d’accepter l’invitation de l’évêque Joseph Rosati de reprendre (en 1828) le petit collège Saint-Louis à Saint-Louis (Missouri), ouvert dix ans auparavant. A 30 ans Verhaegen en est le premier directeur jésuite.
Un de ses contributions importantes est la fondation d’une association interconfessionnelle de médecins à Saint-Louis en vue de la fondation d’une école de médecine (en 1835). L’école de médecine de l’université Saint-Louis ouvre ses portes en 1842.
Nommé supérieur religieux des jésuites de la région Verhaegen déplace la résidence principale du bourg rural Florissant vers la ville de Saint-Louis. Malgré le manque de personnel dont souffre la mission il n'hésite pas à envoyer Jean Elet, qui était son successeur à Saint-Louis, à Cincinnati (Ohio) pour y développer le collège Saint-Xavier.
Verhaegen développe également l’action pastorale et missionnaire dans la partie inférieure du Missouri, commencée par Pierre Timmermans et développe par Van Assche, Jean-Baptiste Smedts et Félix Verreydt. Il envoie Ferdinand Helias d'Huddeghem fonder une paroisse centrale comme poste missionnaire parmi les immigrés allemands des villes plus à l’ouest le long du fleuve. 
Verhaegen ouvre la mission Kickapoo du Kansas (1836), la mission Potawatomi à Council Bluffs (1838), sur le territoire d’Iowa, et une autre à Sugar Creek parmi des Potawatomis installés dans le Kansas (1839). En réponse à une délégation d'Amérindiens venus de leurs Montagnes Rocheuses à Saint-Louis pour demander l’aide des ‘robes noires’ il leur envoie son ami Pierre-Jean De Smet qui y inaugure la mission des Montagnes Rocheuses, parmi les Têtes-Plates. Le rapide développement de la mission conduit le supérieur général des Jésuites, Jean-Philippe Roothaan à ériger le Missouri en province jésuite (1840). Verhaegen est également administrateur du diocèse de Saint-Louis (1840) lorsque l’évêque Rosati se rend à Rome. Par deux fois son nom est proposé comme évêque coadjuteur, mais il décline la proposition et préfère son engagement missionnaire dans la Compagnie de jésus. 
De 1845 à 1848 Verhaegen est provincial du Maryland et, après 1848, directeur du nouveau collège saint-Joseph de Bardstown, au Kentucky.
Plus tard il revient au Missouri en tant que curé dans sa première paroisse de Saint-Charles. Parmi d’autres activités Verhaegen fut également le directeur spirituel de la sainte Philippine Duchesne, fondatrice des religieuses du Sacré-Cœur aux États-Unis. Très estimé de ses collègues jésuites qui le reconnaissent comme un des pionniers majeurs de la mission du Missouri Verhaegen était homme intelligent et aimable. Il meurt le 21 juillet 1868 à Saint-Charles (Missouri).